# Sandyville (Iowa)
Sandyville es una ciudad ubicada en el condado de Warren, Iowa, Estados Unidos. Según el censo de 2020, tiene una población de 58 habitantes.

## Geografía
Está ubicada en las coordenadas 41°22′15″N 93°23′10″O / 41.37083, -93.38611 (41.370935, -93.386159). Según la Oficina del Censo de los Estados Unidos, tiene una superficie total de 1.28 km², correspondientes en su totalidad a tierra firme.

## Demografía
Según el censo de 2020, hay 58 personas residiendo en la zona. La densidad de población es de 45.31 hab./km². El 93.10% de los habitantes son blancos, el 1.72% es asiático y el 5.17% son de una mezcla de razas. Del total de la población, el 1.72% es hispano o latino.